# Parmaturus
Parmaturus is een geslacht van Pentanchidae en kent 7 soorten.

## Soorten
- Parmaturus albipenis Séret & Last, 2007
- Parmaturus angelae Soares, Carvalho, Schwingel & Gadig, 2019
- Parmaturus campechiensis Springer, 1979 – Mexicaanse kathaai
- Parmaturus lanatus Séret & Last, 2007
- Parmaturus macmillani Hardy, 1985 – Nieuw-zeelandse vijlstaartkathaai
- Parmaturus pilosus Garman, 1906 – Salamanderkathaai
- Parmaturus xaniurus (Gilbert, 1892)